# Francisco I. Madero, San Luis Potosí
Francisco I. Madero är en ort i Mexiko.   Den ligger i kommunen Charcas och delstaten San Luis Potosí, i den centrala delen av landet, 500 km norr om huvudstaden Mexico City. Francisco I. Madero ligger 1 987 meter över havet och antalet invånare är 139.
Terrängen runt Francisco I. Madero är platt åt nordost, men åt sydväst är den kuperad. Runt Francisco I. Madero är det glesbefolkat, med 8 invånare per kvadratkilometer. Närmaste större samhälle är Pocitos, 14,5 km söder om Francisco I. Madero. Omgivningarna runt Francisco I. Madero är i huvudsak ett öppet busklandskap.